# Abenalarif
Abu al-Abbas Ahmad ibn Muhmmad ibn Musa ibn Ata Allah al-Sinhayi, conocido comúnmente por Ibn al-Arif, Ben al-Arif o Abenalarif (Almería, 1088-Marrakesh, 1141), fue un famoso sufí nacido en Almería. Aunque Asín Palacios lo creyó maestro de la "escuela de Almería" y seguidor de las corrientes masarríes, otros estudios indican que el pensamiento de este autor es mucho más complejo: en él hay influencias de autores sufíes orientales (su Majasin al-Mayalis, La excelencia de las reuniones, sigue el mismo esquema que el Manazil al-Sairin de al-Ansari), su cadena iniciática incluye maestros orientales de la jirqa de al-Yunayd. Por otro lado sigue sin ser clara cuál era su relación con su contemporáneo Ibn Barrayan. Aunque Asín Palacios cree que este era alumno de Ibn al-Arif, la edición de la correspondencia entre ambos por P. Nwya y Dandas (editora de otra de Ibn al-Arif, Miftah al-sa'ada), presentan un panorama inverso, pues Ibn al-Arif llama a Ibn Barrayan "mi maestro", "mi senior",...

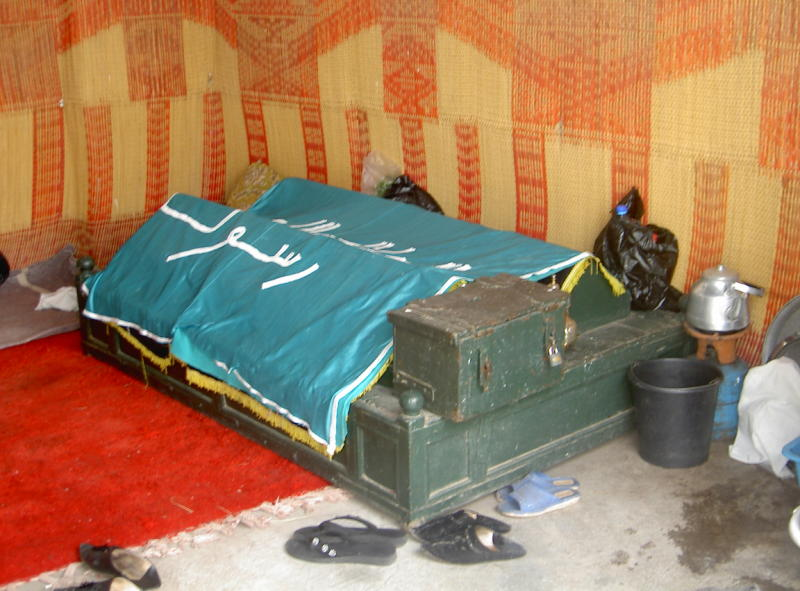
Tumba Ibn al-'Arif en Marrakesh.

Pese a todo, el nombre que ha perdurado es el Ibn al-Arif, pues a él se remiten autores posteriores como Abu Madyan e Ibn al-Arabi citando su Mahasin al-mayalis, sus poemas y las transmisiones orales sobre su vida.
Una de las narraciones que han sobrevivido, que recoge al-Tadili en su Tashawuf an al-riyal al-Tasawwuf, es la de su viaje a Marrakesh por orden del sultán a Marrakesh. Según parece fueron interrogados por las sospechas levantadas contra ellos por parte de los ulemas. Aunque parece que Ibn al-Arif corrió mejor suerte que su compañero Ibn Barrayan, murió en esta ciudad, según algunos hagiógrafos, de muerte violenta. Su tumba es conocida, situada cerca del zoco de los herreros, y ha sido (y sigue siendo) visitada hasta la actualidad.

## Obra
- Maḥāsin al-majālis, ed. crítica y trad. francesa, Geuthner, París, 1933
- Mahasin al-machalis, de Ibn al-'Arīf, ed. Sirio, Málaga, 1987
- Miftah al-sa`ada wa-tahqiq fariq al-sa`ada, Taha, Beirut, 1993